# 1997年3月逝世人物列表
1997年逝世人物列表：1月 - 2月 - 3月 - 4月 - 5月 - 6月 - 7月 - 8月 - 9月 - 10月 - 11月 - 12月
1997年3月逝世人物列表，是用於匯總1997年3月期間逝世人物的列表。

## 依日期排序

### 1日
- 斯坦尼斯勞斯·約瑟夫·布爾扎納，79歲，美國羅馬天主教會主教。[1]
- 漢斯·羅伯特·賈斯，75歲，德國學者。[2]
- 馬丁·弗尼瓦爾·鐘斯，84歲，英國軍情五處總幹事（5-1965）。[3]
- 蒙特肯尼迪，74歲，美國棒球運動員。[4]
- 瓦茨拉夫·羅齊夏克，74歲，捷克斯洛伐克冰球運動員。[5]
- 安妮·比阿特麗斯·范德貝斯特 蒂蘭·韋特莫爾，87歲，荷蘭裔美國鳥類學家。[6]

### 2日
- 亞哈亞·艾哈邁德，49歲，馬來西亞商人，死於直升機墜毀意外。[7]
- 阿卜杜勒·阿齊姆·阿什里，85歲，埃及籃球運動員和裁判。
- 裘蒂·巴里，47歲，美國環保主義者、女權主義者和勞工領袖，死於乳腺癌。[8]
- 道格拉斯·布萊克伍德，87歲，二戰期間的英國出版商和戰鬥機飛行員。[9]
- 霍勒斯·卡特勒，84歲，英國政治家。[10]
- 理查·德·斯梅特，81歲，比利時耶穌會牧師、傳教士和印度學家。
- 阿姆莱托·弗里尼亚尼，64歲，意大利男子足球運動員
- 赫爾曼·福斯勒，82歲，美國圖書管理員、作家和編輯。[11]
- 阿爾伯特·加齊爾，88歲，法國工會領袖和政治家。[12]
- 格雷特·赫布林，89歲，德國田徑運動員和奧運選手。[13]
- 瓦尔特·莱因韦贝尔，89歲，德國前男子冰球運動員[14]
- J·卡森·馬克，83歲，加拿大裔美國數學家，死於跌倒併發症。[15]
- 沃爾多·納爾遜，98歲，美國兒科醫生，死於中風。[16]
- 維森特·帕拉，66歲，西班牙演員，死於肺癌。[17]
- 溫德爾·湯普森·帕金斯，69歲，美國畫家。[18]
- 馬丁·史密斯，50歲，英國搖滾鼓手，內出血而死。

### 3日
- 布拉德福德·安吉爾，86歲，美國荒野生存主義者。[19]
- 雅沙·布羅茨基，89歲，俄裔美國小提琴家。[20]
- 切爾默男爵埃里克·愛德華茲，82歲，英國同行和律師。[21]
- 哈里·大衛斯，88歲，美國棒球運動員。.[22]
- 洛拉·比爾·艾伯納，86歲，以色列時裝設計師。
- 比利·傑吉斯，88歲，美國棒球運動員。[23]
- 穆隆巴·盧科吉，53歲，剛果政治家和教授。
- 威廉·愛德華·麥克馬納斯，83歲，美國天主教會主教。
- 聖地牙哥·奧赫達·佩雷斯，52歲，西班牙柔道運動員。
- 埃里克·瓦勒，94歲，挪威醫學教授。[24]

### 4日
- 喬·貝克-克雷斯韋爾，96歲，英國皇家海軍軍官，喬治六世國王的副官。[25]
- 羅傑·布朗，54歲，美國籃球運動員，死於結腸癌。[26]
- 利奧·卡托佐，84歲，義大利電影剪輯師。
- 罗伯特·H·迪克，80歲，美國天文學家和物理學家[27]
- 斯坦利·芬克，61歲，美國律師和政治家，死於癌症。[28]
- 愛德華·克拉賓斯基，76歲，波蘭自行車賽車手。
- 羅伯特·蘭普曼，76歲，美國經濟學家，死於肺癌。[29]
- 凱里·洛夫廷，83歲，美國演員和特技演員。
- 保羅·普雷博伊斯特，70歲，法國演員。
- 約瑟夫·西曼迪，80歲，匈牙利男高音。

### 5日
- 扎爾曼·阿布拉莫夫，88歲，以色列政治家。
- 賽義德·阿姆賈德·阿裡，89歲，巴基斯坦政治家和公務員。[30]
- 薩姆·辛克萊·貝克，87歲，美國自助作家。[31]
- 拉爾夫·巴斯，85歲，美國R&B唱片製作人[32]
- 弗蘭克·布倫南，72歲，蘇格蘭足球運動員。[33]
- 讓·德雷維爾，90歲，法國電影導演[34]
- 威廉·羅伯茨，83歲，美國編劇，死於呼吸衰竭。[35]
- 戴斯德，前香港輔政司。

### 6日
- 弗蘭克·安德森，83歲，澳大利亞足球運動員。
- 羅莎琳·博爾特，80歲，英國電影女演員。[36]
- 埃德·弗戈爾，79歲，美國高爾夫球手。[37]
- 切迪·贾根，78歲，圭亞那總統。[38]
- 邁克爾·曼利，72歲，牙買加總理（1972-1980;1989-1992），死於前列腺癌。[39]

### 7日
- 威爾弗雷德·康威爾·貝恩，89歲，美國音樂教育家[40]
- 戈斯塔·布蘭斯特倫，70歲，瑞典短跑運動員和奧運選手。[41]
- 查克·格林，77歲，美國踢踏舞者。[42]
- 馬丁·基彭伯格，44歲，德國藝術家和雕塑家，死於肝癌。[43]
- 阿格涅什卡·奧西卡，60歲，波蘭詩人、作家、電影導演和記者，癌症患者。[44]
- 爱德华·珀塞尔，84歲，美国物理学家，1952年诺贝尔物理学奖获得者和1979年美国国家科学奖章获得者，死於呼吸衰竭。[45]
- 金·耶魯，43歲，美國漫畫作家和編輯，死於乳腺癌。

### 8日
- 萊昂·丹尼利安，76歲，美國芭蕾舞演員、教師和編舞家[46]
- 池田满寿夫，63歲，日本畫家、版畫家、插畫家、雕塑家、陶藝家、小說家和電影導演[47]
- 格申·利布曼，92歲，法國拉比和大屠殺倖存者。
- 萊夫特米洛，30歲，阿爾巴尼亞足球運動員，車禍身亡。[48]
- 亞歷山大·薩爾金德，75歲，法裔墨西哥電影製片人[49]
- 阿爾弗雷德·辛沃爾德，美國橋牌運動員和作家，死於中風。[50]

### 9日
- 聲名狼藉先生，24歲，美國說唱歌手，被槍殺身亡。[51]
- 讓-多米尼克·鮑比，44歲，法國記者和作家，死於閉鎖綜合征期間的肺炎。[52]
- 約翰·博伊德，70歲，美國空軍戰鬥機飛行員和軍事戰略家，死於癌症。[53]
- 羅伯·雷頓，77歲，美國實驗物理學家。[54]
- 約翰·S·麥基爾南，85歲，美國政治家。[55]
- 泰瑞·內申，66歲，威爾士電視編劇，死於肺氣腫。
- 雷·普羅查斯卡，77歲，美國橄欖球運動員和教練[56]
- 貝扎瓦達·戈帕拉·雷迪，89歲，印度政治家。
- C·V·威治伍德，86歲，英國歷史學家。[57]
- 德懷特·洛克·威爾伯，93歲，美國醫生[58]

### 10日
- 吉米·艾爾利，60歲，蘇格蘭工會會員[59]
- 拉文·貝克，67歲，美國R&B歌手[60]
- 雷蒙德·巴斯，87歲，美國男子體操運動員、軍事人物。[61]
- 斯坦·德雷克，75歲，美國漫畫家[62]
- 萬屋錦之介，64歲，日本歌舞伎演員[63]
- 大衛·莫羅德，66歲，義大利雪橇運動員和雕塑家。
- 伊马姆·穆斯塔法耶夫，87歲，亞塞拜然共產主義政治家。
- 奧西·奧布萊恩，68歲，英國政治家。[64]
- 韋斯利·拉米，87歲，美國拳擊手。
- 古拉姆·拉蘇爾·桑托什，68歲，印度畫家和詩人。[65]
- 約翰內斯·西奧多·蘇爾，101歲，丹麥羅馬天主教主教。[66]
- 威爾夫·伍勒，84歲，威爾士板球運動員、橄欖球運動員和記者。
- 大庭秀雄，87歲，日本電影導演、編劇。

### 11日
- 拉爾斯·阿林，81歲，瑞典作家和美學家[67]
- 羅伯特·布朗寧，83歲，蘇格蘭拜占庭主義者。[68]
- 斯特凡·芬霍爾姆，37歲，瑞典鐵餅擲手，鉛球推桿和奧運選手。[69]
- 休·勞森，61歲，美國爵士鋼琴家[70]
- 蒂庫里西·蘇庫馬蘭·奈爾，80歲，印度詩人，劇作家，電影導演和演員，死於腎衰竭。
- 雨果·魏斯加爾，84歲，美國作曲家和指揮家。[71]

### 12日
- 沙姆蘇爾-哈桑·沙姆斯·巴雷爾維，79-80歲，巴基斯坦伊斯蘭學者。
- 亨德里克·布鲁格曼，90歲，荷蘭學者和語言學家。[72]
- 恩斯特-格奧爾格·德倫克勒，76歲，第二次世界大戰期間德國空軍戰鬥機王牌。
- 伯特倫·邁倫·格羅斯，84歲，美國社會科學家[73]
- 威廉·黑爾，90歲，英愛貴族和工黨政治家。
- 沃利·沃尔夫，66歲，美國游泳運動員、水球運動員和奧運冠軍[74]

### 13日
- 羅納德·弗雷澤，66歲，英國演員[75]
- 霍勒斯·科林巴，57歲，坦尚尼亞政治家。
- 里奧·奧布萊恩，89歲，澳大利亞板球運動員和運動員。
- 喬·雷普科，76歲，美式橄欖球教練和球員[76]

### 14日
- 尤雷克·貝克爾，59歲，波蘭裔德國作家、電影作家和民主德國持不同政見者[77]
- 約瑟夫·富克斯，97歲，美國古典小提琴家。[78]
- 阿利亞·伊薩科維奇，65歲，波士尼亞作家、公關人員和劇作家。[79]
- 吉姆·麥康，68歲，美國政治家，德克薩斯州休斯頓市市長。
- 尼古拉斯·莫恩，65歲，盧森堡自行車運動員和奧運選手。[80]
- 特倫斯·奧利沙文，73歲，愛爾蘭共和黨政治家。
- 維倫德拉·帕蒂爾，73歲，印度政治家。[81]
- 弗雷德·金尼曼，89歲，奧地利裔美國電影導演[82]

### 15日
- 蓋爾·戴維斯，71歲，美國女演員和歌手[83]
- 維克多·杜米特雷斯庫，72歲，羅馬尼亞足球運動員。
- 斯文德·維諾·漢森，74歲，丹麥雕塑家和畫家。
- 弗農·哈雷爾，56歲，美國R&B歌手和詞曲作者。
- 卡爾·霍爾特，80歲，挪威作家。
- 埃德·庫爾曼，73歲，加拿大冰球運動員。[84]
- 多拉布·帕特爾，72歲，巴基斯坦法學家和立法者
- 維克多·瓦薩雷利，90歲，匈牙利裔法國藝術家[85]
- C.阿魯倫帕蘭，88歲，斯里蘭卡泰米爾政治家

### 16日
- 貝爾塔·博傑圖，51歲，斯洛維尼亞作家、詩人和演員。
- 帕爾·弗爾斯沃爾德，89歲，挪威將軍。
- 勒達·格洛麗亞，88歲，義大利女演員。[86]
- 哈裡·霍爾蓋特，63歲，澳大利亞政治家，塔斯馬尼亞州州長[87]
- 茲馮科·蒙賽德，76歲，克羅埃西亞足球守門員。[88]
- 約翰·蒙塔古·斯托，85歲，英國殖民官員。[89]
- 斯塔·斯托，40歲，美國模特和花花公子中鋒
- 约翰·怀特，80歲，美國前男子賽艇運動員。[90]

### 17日
- 普雷姆·傑揚特，64歲，斯裡蘭卡演員和電影製片人。
- 弗里茨·莫拉維克，74歲，奧地利登山家和作家。
- 查爾斯·G·奧弗伯格，76歲，美國化學家[91]
- 費倫茨·西波斯，64歲，匈牙利足球運動員和教練[92]
- 杰梅因·斯圖爾特，39歲，美國R&B歌手

### 18日
- 埃里克·德莫尼，76歲，英國記者和作家[93]
- 讓·菲維茲，86歲，比利時男子足球運動員
- 威爾伯·克諾爾，51歲，美國數學史學家[94]
- 伊爾斯·施維茨基，89歲，德國人類學家

### 19日
- 何塞·克雷斯波，96歲，西班牙電影演員
- 威廉·德库宁，92歲，荷蘭抽象表現藝術家[95]
- 雅克·福卡爾，83歲，法國商人和政治家[96]
- 尤金·吉列維奇，89歲，法國詩人[97]
- 普爾南杜·帕特莉亞，66歲，印度詩人、作家、插畫家和電影導演
- 克勞德·皮爾森，66歲，法國電影導演、作家和製片人[98]
- 舒克里·薩爾汗，72歲，埃及演員
- 麥克·範·瓦爾肯堡，75歲，美國電氣工程師、大學教授[99]

### 20日
- 羅尼·巴倫，53歲，美國演員和音樂家[100]
- 讓·卡斯特龍，76歲，美國女演員
- 卡洛·法西，67歲，意大利花式溜冰運動員及教練[101]
- 布里特·G·霍爾奎斯特，83歲，瑞典讚美詩作者、詩人和翻譯家
- 馬里諾·馬里尼，72歲，意大利音樂家[102]
- VS普里切特，96歲，英國作家和文學評論家[103]
- 托尼扎爾，83歲，美國拳擊手[104]

### 21日
- 威爾伯特·奧德里，85歲，英國兒童作家和鐵路系列創作者[105]
- 查爾斯·布斯，72歲，英國外交官
- 約翰·內梅切克，27歲，美國賽車手[106]
- 佩卡·帕里卡，57歲，芬蘭電影導演和編劇

### 22日
- L.皇家克里斯滕森，82歲，美國流行病學家[107]
- 瑪麗·彼得斯·菲瑟，87歲，美國工程師[108]
- 占士·G·史釗域，89歲，美國音響工程師
- 哈里索德，86歲，加拿大地球化學家及核化學家[109]

### 23日
- 蒂莫西·約瑟夫·哈靈頓，78歲，美國羅馬天主教會主教
- 休·勞森，85歲，英國政治家[110]
- 彼得·盧舍夫，73歲，冷戰時期蘇聯陸軍上將
- 皮爾遜·姆萬扎，29歲，贊比亞足球運動員[111]

### 24日
- 馬丁·凱丁，69歲，美國作家、編劇和飛行員[112]
- 乌拉尔·亚历克西斯·约翰逊，88歲，美國外交官[113]
- 比爾·米勒，69歲，美國職業摔跤手
- 罗贝托·桑切斯·比莱利亚，84歲，波多黎各總督[114]

### 25日
- 巴爾塔扎爾，71歲，巴西足球運動員[115]
- 斯坦·科斯特，66歲，澳大利亞鄉村音樂創作歌手
- 羅薩里奧·格拉納多斯，72歲，阿根廷-墨西哥電影女演員[116]
- 佩德羅·梅迪納，39歲，古巴難民和兇手[117]
- 諾姆·瑞恩，86歲，澳大利亞政治家
- CJF威廉姆斯，66歲，英國哲學家[118]

### 26日
- 諾曼·亞歷山大，89歲，紐西蘭物理學家[119]
- 馬歇爾·阿普爾懷特，65歲，天堂之門邪教組織的領導人
- 奧托·約翰，88歲，德國叛逃者和間諜。[120]
- 哈特穆特·洛施，53歲，德國運動員。[121]
- 喬治·波斯特，90歲，美國水彩畫家和藝術教育家[122]
- 尼娜·梅森·普利亞姆，90歲，美國記者，作家和公民領袖
- 迪基·威廉姆斯，72歲，威爾士橄欖球運動員。

### 27日
- 喬治·瑪律科姆·布朗，71歲，英國地質學家。[123]
- 大衛·克拉克，53歲，美國民權工作者、律師和政治家。
- 鮑勃·迪拉博，55歲，加拿大冰球運動員。[124]
- 萊恩·德維內爾，90歲，美國製造商和政治家[125]
- 休·霍納，72歲，加拿大醫生和政治家，心臟病發作。
- 查理斯·利拉德，53歲，美籍加拿大詩人和歷史學家。[126]
- 艾拉·梅拉特，94歲，瑞士冒險家、旅行作家和攝影師。[127]
- 本諾·普雷姆塞拉，76歲，荷蘭設計師、視覺藝術家和藝術收藏家。[128]
- 埃米爾·斯蒂嫩，89歲，比利時足球運動員。[129]

### 28日
- 亞瑟·阿恩岑，90歲，挪威政治家[130]
- 萊斯利·坎利夫，51歲，美國記者和作家[131]
- 克拉羅·杜尼，79歲，古巴棒球運動員[132]
- 神原泰，98歲，日本詩人、畫家、作家、藝術評論家和日本未來主義先驅[133]

### 29日
- 喬治·威廉·格雷戈里·伯德，80歲，英國醫生，研究員和血液學家
- 漢斯-瓦爾特·艾根布羅特，61歲，德國足球運動員。[134]
- 蓋烏斯·德·蓋伊·福特曼，85歲，荷蘭政治家和法學家。[135]
- 芬恩·霍夫丁，98歲，丹麥作曲家。[136]
- 亞歷山大·伊萬諾夫，68歲，蘇聯足球運動員。[137]
- 普普爾·賈亞卡爾，81歲，印度文化活動家和作家。[138]
- 诺曼·皮里埃，89歲，英國生物化學家和病毒學家。[139]
- 艾倫·波洛克，94歲，英國女演員。[140]
- 漢斯·奎斯特，81歲，德國演員和電影導演[141]
- 安東尼·羅伯茨，41歲，美國籃球運動員[142]
- 埃迪·萊德，74歲，美國演員、作家和電視導演。
- 露絲·薩格，79歲，美國遺傳學家[143]
- 戈登·斯蒂芬森，88歲，英裔澳大利亞城市規劃師和建築師。
- 埃德蒙多·皮薩諾，77歲，智利植物生態學家，植物學家和農學家

### 30日
- 傑克·伯恩哈德，82歲，美國電影電視導演。[144]
- 比爾·史密斯，62歲，美國棒球運動員。[145]
- 喬恩·斯通，64歲，美國作家、導演和製片人[146]
- 玛丽亚·希利夫卡，61歲，波蘭前女子排球運動員。[147]
- 塔德烏什·曾奇科夫斯基，90歲，波蘭律師和政治家。

### 31日
- 尤金妮·安德森，87歲，美國外交官。[148]
- 弗里德里希·亨德，101歲，德國物理學家。[149]
- 約翰·諾曼·大衛森·凱利，87歲，英國神學家和學者。[150]
- 马文·利布曼，73歲，美國活動家和同性戀權利宣導者。[151]
- 廖瑤珠，62歲，香港親北京政治家和律師[152]
- 斯蒂芬·卡隆寧坎，76歲，馬來西亞政治家[153]
- 萊曼·史匹哲，82歲，美國理論物理學家和天文學家[154]